# Chrysopidia regulata
Chrysopidia regulata är en insektsart som beskrevs av Navás 1914. Chrysopidia regulata ingår i släktet Chrysopidia och familjen guldögonsländor. Inga underarter finns listade i Catalogue of Life.